# Bad Life
Bad Life è un singolo del gruppo musicale inglese Public Image Ltd., pubblicato l'8 maggio 1984 come unico estratto dall'album This Is What You Want... This Is What You Get.
Raggiunse il numero settantuno della classifica britannica. La canzone è la versione ri-registrata della traccia Mad Max dell'album non ufficiale dei PiL Commercial Zone, prodotto da Keith Levene.

## Tracce
Testi e musiche dei Public Image Ltd.

### 7"
Lato 1
1. Bad Life - 3:50

Lato 2
1. Question Mark - 4:14

### 12"
Lato 1
1. Bad Life - 5:13

Lato 2
1. Question Mark - 4:14